# Concordia Selander

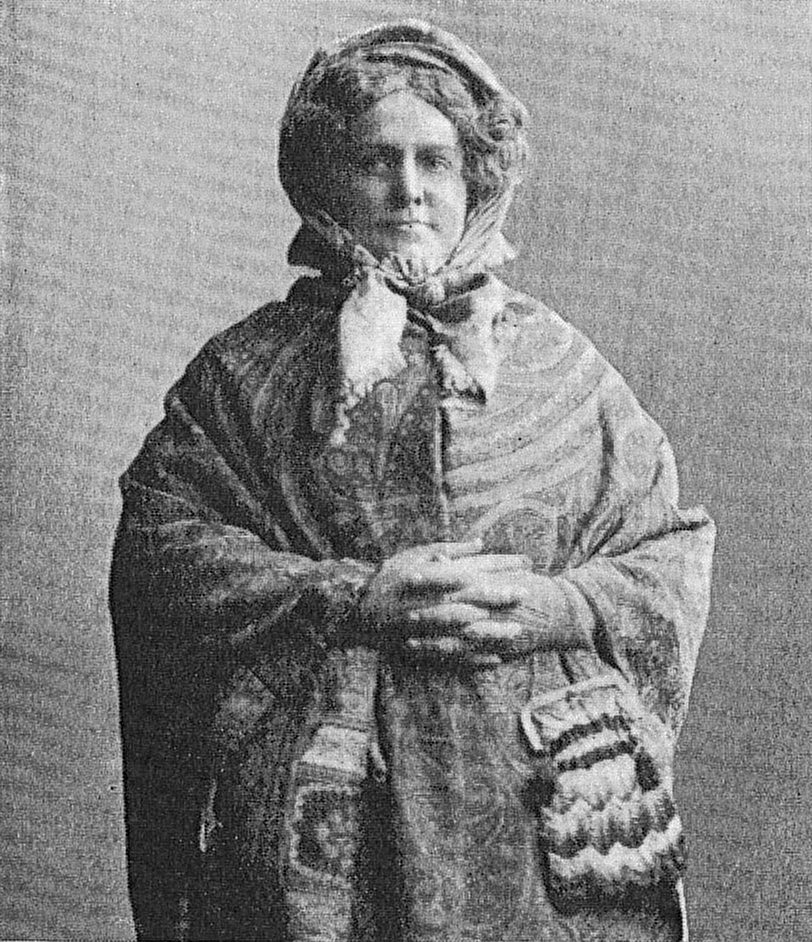
Concordia Selander en la obra Gamla goda tiden

Concordia Selander (2 de junio de 1861 – 31 de marzo de 1935) fue una actriz y directora teatral de nacionalidad sueca.

## Biografía
Nacida en Arboga, Suecia, su nombre completo era Concordia Cornelia Johanna Hård. Selander, cuyo padre era un fabricante de instrumentos, se formó en la escuela de ballet de la Ópera Real de Estocolmo entre 1874 y 1880, completando sus estudios en la escuela de interpretación del Teatro Dramaten entre 1878 y 1883. 
Trabajó en el Teatro Stora teatern de Gotemburgo entre 1883 y 1885, formando parte de varias compañías teatrales itinerantes en los años 1885 a 1888. Ese mismo año y el siguiente trabajó con el Svenska teatern de Estocolmo. 
En 1887 se casó con Hjalmar Selander, dirigiendo el matrimonio durante varios años la Compañía Teatral 
Selander. A partir de 1889 actuó principalmente en esa compañía, aunque también hizo varios papeles cinematográficos.
Entre sus papeles más destacados figuran los de Josefina en Öfvermakt, la Señora Reinecke en Ära, la Señora Hergentheim en Fjärilsstriden, Señora Sprättengren en En fiffig spekulation, Señora Mörk en Sparlakanslexor, Ane en Geografi och kärlek y Bella Morin en Ett litet troll.
Concordia Selander falleció en 1935 en Täby, Suecia, Fue enterrada en el Cementerio Norra begravningsplatsen de Estocolmo.

## Teatro (selección)
- 1888 : Kärlek, de Edvard Brandes, Vasateatern[2]
- 1889 : Byråkraten, de Gustav von Moser, Svenska teatern, Estocolmo[3]
- 1889 : Eva, de Richard Voss, Svenska teatern, Estocolmo[4]
- 1889 : Kejsarens nya kläder, de Charles Kjerulf, Svenska teatern, Estocolmo[5]
- 1927 : Håkansbergsleken, de Einar Holmberg, escenografía de Harry Roeck-Hansen, Blancheteatern[6]
- 1927 : Livets gång, de Clemence Dane, escenografía de Harry Roeck-Hansen, Blancheteatern[7]
- 1928 : Domprosten Bomander, de Mikael Lybeck, escenografía de Harry Roeck-Hansen, Blancheteatern[8]
- 1929 : Såna barn, de Maxwell Anderson, escenografía de Erik "Bullen" Berglund, Blancheteatern[9]
- 1929 : Maya, de Simon Gantillon, escenografía de Harry Roeck-Hansen, Blancheteatern[10]
- 1929 : Skiljas, de Clemence Dane, escenografía de Harry Roeck-Hansen, Blancheteatern[11]
- 1929 : Cocktails, de Leslie Howard, escenografía de Harry Roeck-Hansen, Blancheteatern[12]
- 1930 : Ett dubbelliv, de Henri-René Lenormand, escenografía de Harry Roeck-Hansen, Blancheteatern[13]
- 1930 : Den heliga lågan, de W. Somerset Maugham, escenografía de Harry Roeck-Hansen, Blancheteatern[14]
- 1931 : Moderskärlek, de August Strindberg, escenografía de Harry Roeck-Hansen, Blancheteatern[15]
- 1931 : Lidelser, de August Villeroy, escenografía de Sture Baude, Blancheteatern[16]
- 1931 : Vägen framåt, de Helge Krog, escenografía de Harry Roeck-Hansen, Blancheteatern[17]
- 1931 : Till polisens förfogande, de Max Alsberg y Otto Ernst Hesse, escenografía de Harry Roeck-Hansen, Blancheteatern[18]

## Filmografía
- 1917 : Tösen från Stormyrtorpet
- 1917 : Förstadsprästen
- 1919 : Herr Arnes pengar
- 1920 : Mästerman
- 1921 : Körkarlen
- 1921 : Vallfarten till Kevlaar
- 1923 : Gunnar Hedes saga
- 1925 : Karl XII del II
- 1931 : Brokiga blad
- 1932 : Landskamp